# EX Близнецов
EX Близнецов (лат. EX Geminorum) — одиночная переменная звезда в созвездии Близнецов на расстоянии (вычисленном из значения параллакса) приблизительно 3 136 световых лет (около 961 парсек) от Солнца. Видимая звёздная величина звезды — от +16m до +13,9m.

## Характеристики
EX Близнецов — красный гигант, пульсирующая полуправильная переменная звезда типа SRA (SRA) спектрального класса M. Радиус — около 32,5 солнечных, светимость — около 112,98 солнечных. Эффективная температура — около 3301 К.